# Jung Jin-sun
Jung Jin-sun (kor.: 정진선, ur. 24 stycznia 1984 w Seulu) – koreański szpadzista, brązowy medalista olimpijski i dwukrotny medalista mistrzostw świata.
Na igrzyskach olimpijskich w Pekinie w 2008 roku był piąty w zawodach indywidualnych i ósmy w drużynowych. Podczas rozgrywanych cztery lata później igrzysk olimpijskich w Londynie wywalczył brązowy medal indywidualnie, ustępując tylko Rubénowi Limardo z Wenezueli i Bartoszowi Piaseckiemu z Norwegii. Brał też udział w igrzyskach olimpijskich w Rio de Janeiro w 2016 roku, zajmując 31. miejsce w turnieju indywidualnym i 5. w drużynowym.
Podczas mistrzostw świata w Kazaniu w 2014 roku reprezentacja Korei Południowej w składzie: Jung Jin-sun, Kweon Young-jun, Park Kyoung-doo i Park Sang-young zdobyła srebrny brązowy medal w zawodach drużynowych. W tym samym składzie Koreańczycy zdobyli również srebrny medal na mistrzostwach świata w Wuxi w 2018 roku.
Zdobył drużynowo złoty medal na igrzyskach azjatyckich w Doha (2006), wynik ten powtarzając na igrzyskach azjatyckich w Kantonie (2010). Następnie zwyciężył indywidualnie i drużynowo podczas igrzysk azjatyckich w Inczon (2014). Ponadto wywalczył brązowe medale w obu konkurencjach na igrzyskach azjatyckich w Dżakarcie (2018).
Wielokrotnie zdobywał medale mistrzostw Azji, w tym złote indywidualnie podczas mistrzostw Azji w Seulu w 2011 roku, mistrzostw Azji w Wakayamie w 2012 roku, mistrzostw Azji w Suwon w 2014 roku i mistrzostw Azji w Bangkoku w 2018 roku oraz w drużynie na mistrzostwach Azji w Bangkoku w 2008 roku, mistrzostwach Azji w Seulu w 2011 roku, mistrzostwach Azji w Suwon w 2014 roku i mistrzostwach Azji w Hongkongu w 2017 roku.